# 剃刀負け
剃刀負け（かみそりまけ）とは髭を始めとする体毛を剃刀で剃った後の肌に発生する炎症（皮膚炎）である。
剃刀を当てた後の肌の角質層には、細かな傷が多量に付いている。そのために起こるひりつき、痛み、赤み、湿疹といった肌の問題を総称して言う。この傷が完治するのには普通数日を要するが、髭を剃ることが社会人としての礼節となっている国に住む人間や、身だしなみを重要視するホワイトカラー関係の職種に就いている人間の場合、大抵髭は毎日剃るため症状が悪化してしまう。また、剃った後の毛包に細菌が発生する事に由来した尋常性毛瘡も剃刀負けのひとつである。
剃刀負けを発生させない対策としては、錆び・欠けや汚れが生じていない、切れ味の良い衛生的な剃刀を使用し、剃刀の当て方（刃の角度、力の入れ方）に注意を払い、無理な逆剃りをしないことが必須である。また髭剃り前に、皮膚を蒸しタオルで蒸らしたり、石鹸やシェービングクリームなどを塗って刃の滑りを良くしておくこと、髭剃り後の肌を清潔に保つことなどが挙げられる。